# Lasarafaga
Lasarafaga is een bestuurslaag in het regentschap Nias Barat van de provincie Noord-Sumatra, Indonesië. Lasarafaga telt 835 inwoners (volkstelling 2010).